# Мельниченко Олександр Іванович (юрист)

Олександр Іванович Мельниченко

Олександр Іванович Мельниченко (* 11 жовтня 1951, Київ)— український юрист, державний уповноважений Антимонопольного комітету України.

## Біографічні відомості
Народився 11 жовтня 1951 року у місті Києві у родині Марфи Миколаївни та Івана Федоровича Мельниченків.

### Освіта
У 1969 році закінчив Київську середню спеціальну школу імені Миколи Віталійовича Лисенка.
З 1969 до 1972 року навчався на оркестровому та диригентно-хоровому факультетах Київської державної консерваторії імені Петра Ілліча Чайковського.
У 1980 році з відзнакою закінчив юридичний факультет Київського університету імені Тараса Григоровича Шевченка за спеціальністю «правознавство». Юридичні знання формувалися під впливом таких науковців як В. Копєйчиков, М. Козюбра, О. Підопригора, В. Гончаренко, Ю. Шемшученко, М. Стеценко, В. Катрич, С. Яценко.

### Професійна діяльність
У 1980—1981 роках проходив професійне стажування у метра професії, судді Олександра Максимовича Васильєва.
Протягом 1981—1987 років працював народним суддею Жовтневого районного народного суду міста Києва.
З 1987 року до 1993 року — суддя Київського міського суду (член судової колегії у кримінальних справах, член судової колегії у цивільних справах).
З 1993 року — заступник, з 2001 року — перший заступник, а з 2008 до 2010 року — виконуючий обов'язки Голови Антимонопольного комітету України. Має третій ранг державного службовця.
З 2010 до 2013 років — начальник Управління фінансового аудиту Міністерства енергетики та вугільної промисловості України.
З 2014 до 2015 років — начальник Відділу участі прокурорів в адміністративному судочинстві Головного управління представництва та організації участі у кримінальному провадженні в суді Генеральної прокуратури України. У 2014 році йому присвоєно класний чин старшого радника юстиції.
З 2015 до 2019 років — Голова  експертної Ради Громадської організації С. А.S.E.S. International.
З 2020 року — головний радник Виконавчого директора, з вересня 2023 — начальник Управління з правових питань та регуляторної політики, а з грудня 2023 року — виконуючий обов'язки Виконавчого директора Державної установи «Офіс із залучення та підтримки інвестицій» (Ukraineinvest).

### Юридичні досягнення
За участю О. І. Мельниченка та під його керівництвом розроблено конкуренційне (антимонопольне) та інше законодавство України, а саме:
- стаття 42 Конституції України;
- Закон України «Про Антимонопольний комітет України»;
- Закон України «Про захист від недобросовісної конкуренції»;
- Закон України «Про захист економічної конкуренції» та інші (всього понад 200 законів та інших нормативно-правових актів у галузі конкуренційного права);

Заслужений юрист України (1998 рік).
О. І. Мельниченко — автор розробленої у 1998 році програми курсу «Конкуренційне право України» та збірника методичних матеріалів до цього курсу для вищих навчальних закладів України. Він є Почесним членом Асоціації правників України, членом ради виконавчого комітету Спілки юристів України, Фонду сприяння правовим і політичним реформам.
Представляв Україну в низці міждержавних переговорів, а також у таких зарубіжних установах:
- Інститут Брукінза (Вашингтон, США);
- Об'єднаний Віденський економічний інститут (Відень, Австрія);
- Інститут економічного розвитку Світового банку (Австрія);
- Делаверський університет (США);
- Інститут економічних досліджень Академії економічної політики ІРО (Німеччина);
- Європейський суд (Люксембург);
- Центр боротьби з недобросовісною конкуренцією (Бад-Хомбург, Німеччина);
- Федеральне картельне відомство (Бонн, Німеччина) та інших установах.

Був представником здобутків України у сфері конкуренції на:
- Глобальних форумах з питань конкуренції Організації економічного співробітництва і розвитку у Парижі (2001—2010 роки)
- засіданнях Міждержавної групи експертів із конкурентної політики і права ЮНКТАД ООН (2003—2004, 2008—2010 роки).

О. І. Мельниченко — переможець Всеукраїнського конкурсу «Юрист року» у номінації «Юрист — працівник органів державної влади та місцевого самоврядування» (2002), а у 2009 році — у номінації «Юрист — державний діяч». Нагороджений орденом «За заслуги» ІІІ ступеня (2004).

### Додаткова інформація
Хобі: теофілософія, класична музика, література, живопис, народна пісня.